# Cultuurpark Westergasfabriek

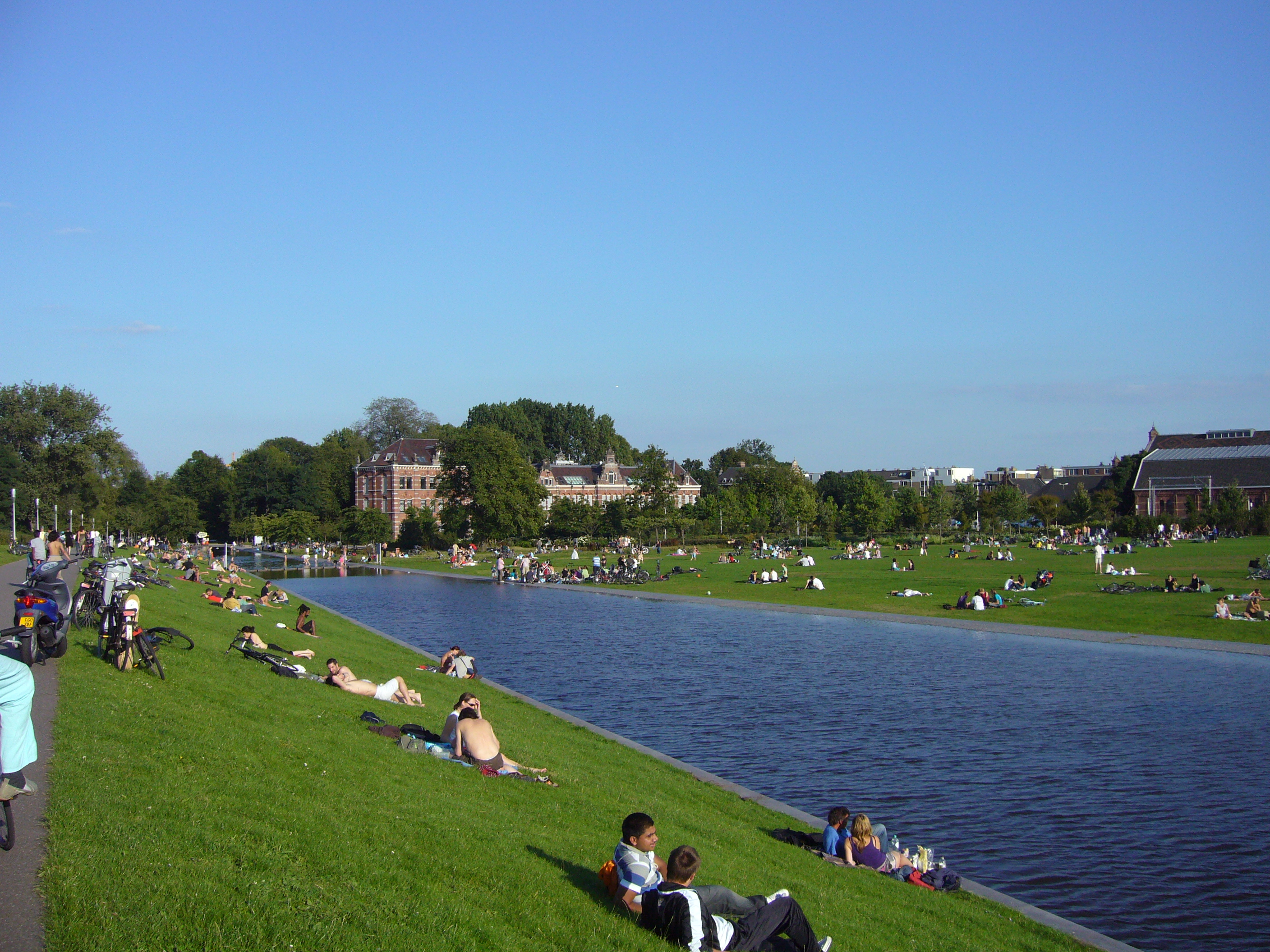
Westerpark

Cultuurpark Westergasfabriek nebo také Westergasfabriek nebo Westerpark je bývalá plynárna v Amsterdamu, v Nizozemí. Areál dnes slouží jako kulturní zařízení, park. Park o velikosti 1,5 ha byl založen v letech 1996–2003, náklady na úpravy byly vyčísleny na 34 milionů guldenů, z toho přímo na založení parku bylo čerpáno 12 milionů nizozemských guldenů. Náklady na údržbu činily 238 guldenů na m2 v roce 2003, a 115€ na m2 v roce 2007.

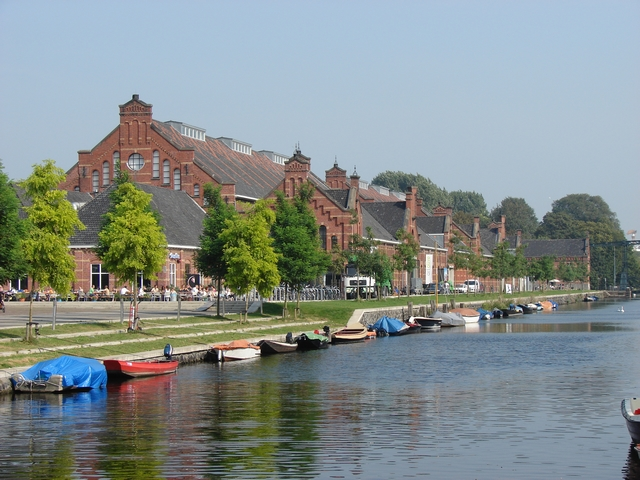

## Historie
V 19. století Imperial Continental Gas Association (ICGA) postavila v Amsterdamu čtyři továrny na výrobu svítiplynu: Eastern Gas Factory, Western Gas Factory, (severní a jižní továrna). Westergasfabriek byl připraven v roce 1885 a byl strategicky umístěn mezi vodní dopravní tepnou Haarlemmer trekvaart a první železniční tratí v Nizozemsku.

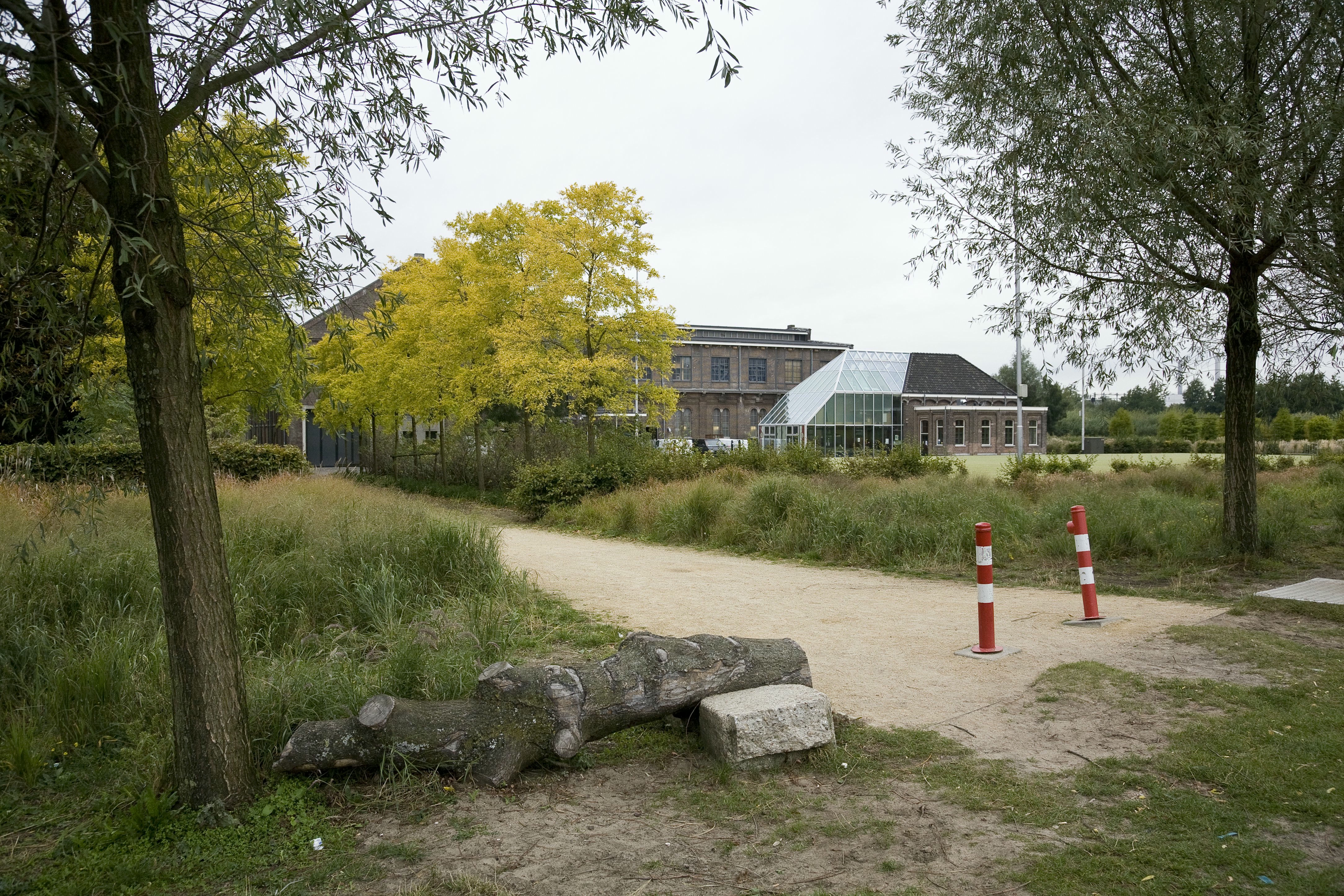
Přírodní úprava parku.

Plyn byl vyráběn z uhlí a byl používán pro pouliční osvětlení. Z důvodu vyšších cen plynu město Amsterdam převzalo v roce 1898 závod a rozšířila jej. Velký plynojem byl postaven v roce 1902. Plyn byl pro město dodáván až do konce padesátých let. Poté Amsterdam začal používat plyn z Hoogovens v IJmuiden, takže se výroba svítiplynu v továrně snížila. V šedesátých letech byly nalezeny zásoby zemního plynu v Slochteren na severu Nizozemí. V roce 1967 byla produkce plynu z továrny trvale zastavena.
Poté, co byl závod uzavřen, Amsterdam Electricity and Gas Company (GEB) dal odstranit některé z budov, mezi nimi továrnu na plyn a vodárenskou věž. Ostatní budovy byly využívány pro skladování a opravy a jako laboratoře a dílny. Zbývající objekty byly uznány jako památky v roce 1989. V roce 1992 GEB lokalitu opustil a budovy převzal District Council of Westerpark.

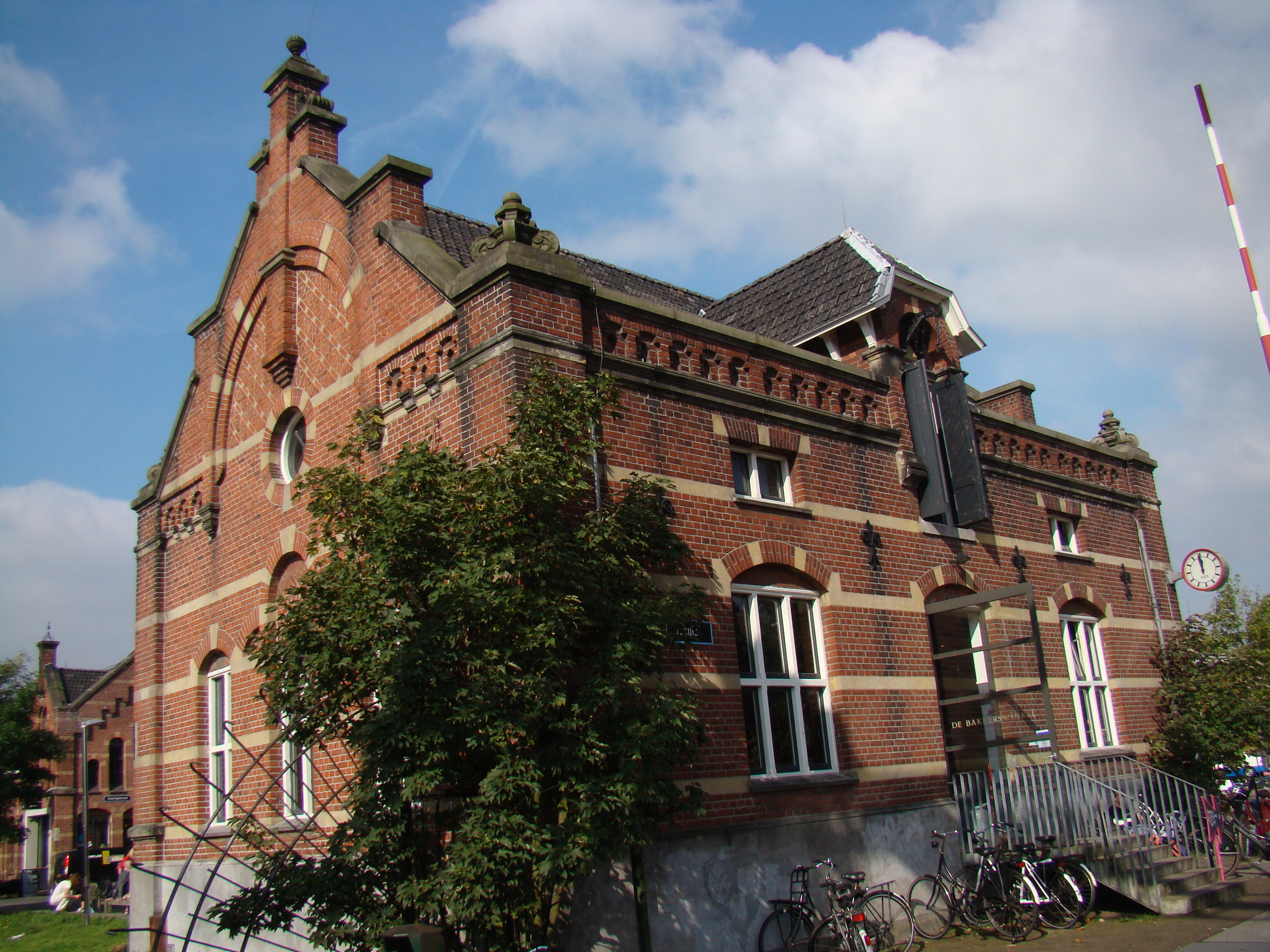
Původní stylová budova.

## Rekultivace
Většina z třinácti budov na místě byla navržena architektem Isaacem Gosschalkem ve stylu holandské novorenesance, populární v Holandsku mezi 1870 a 1915. Gosschalk byl ve své době stejně slavný architekt jako [Cuypers] a [Van Gendt]. Tento původem židovský architekt se zabýval převážně stavbami továren, mezi nimi i stavbami v pivovaru [Heineken], dnes zcela zničenými, také navrhl vlakové nádraží v Groningenu. V osmdesátých letech začal města Amsterdamu přemýšlet o přestavbě plynáren, ale zjistil, že místo bylo silně znečištěno. V devadesátých letech okresní rada Westerparku převzala zodpovědnost za přestavbu. Úprava řešila čtyři hlavní problémy: sanace znečištění, výstavba nového parku, nové využití pro opuštěné budovy a celkový problém: nedostatek peněz.
Westergasfabriek Park je na počátku 21. století uznáván jako model rekultivace brownfields v hustě obydlené městské zástavbě. Úpravy byly konzultovány se zástupci obyvatelstva. V době výstavby, existovalo jen málo takových příkladů úprav. Autor návrhu, Gustafson Porter, se pokusil využít průmyslovými artefaktů v kontextu nové doby, nových požadavků a stávajících přírodních podmínek. Při tvorbě bylo využito přírodního kamene, betonových opěrných zdí, zpevněných ploch a dřevěných chodníků.

## Využití parku
Jako kulturní zařízení byl park Cultuurpark Westergasfabriek otevřen v roce 2003. Jeho televizní studio uvádí programy jako je "Pauw en Witteman" (pozdní noční talkshow), "De wereld draait door" (podvečerní talk show s Matthijs van Nieuwkerk) a nedělní ranní talk show Evy Jinek. Šestkrát za rok se zde pořádají velké koncerty. Tisíce lidí navštěvují park a místní aktivity každý den.
Westergasfabriek je součástí Bretten zone, dlouhého, úzkého pásu země, ekologicky řešeného, který se táhne na vzdálenost 10 km. Na místě jsou cyklostezky.

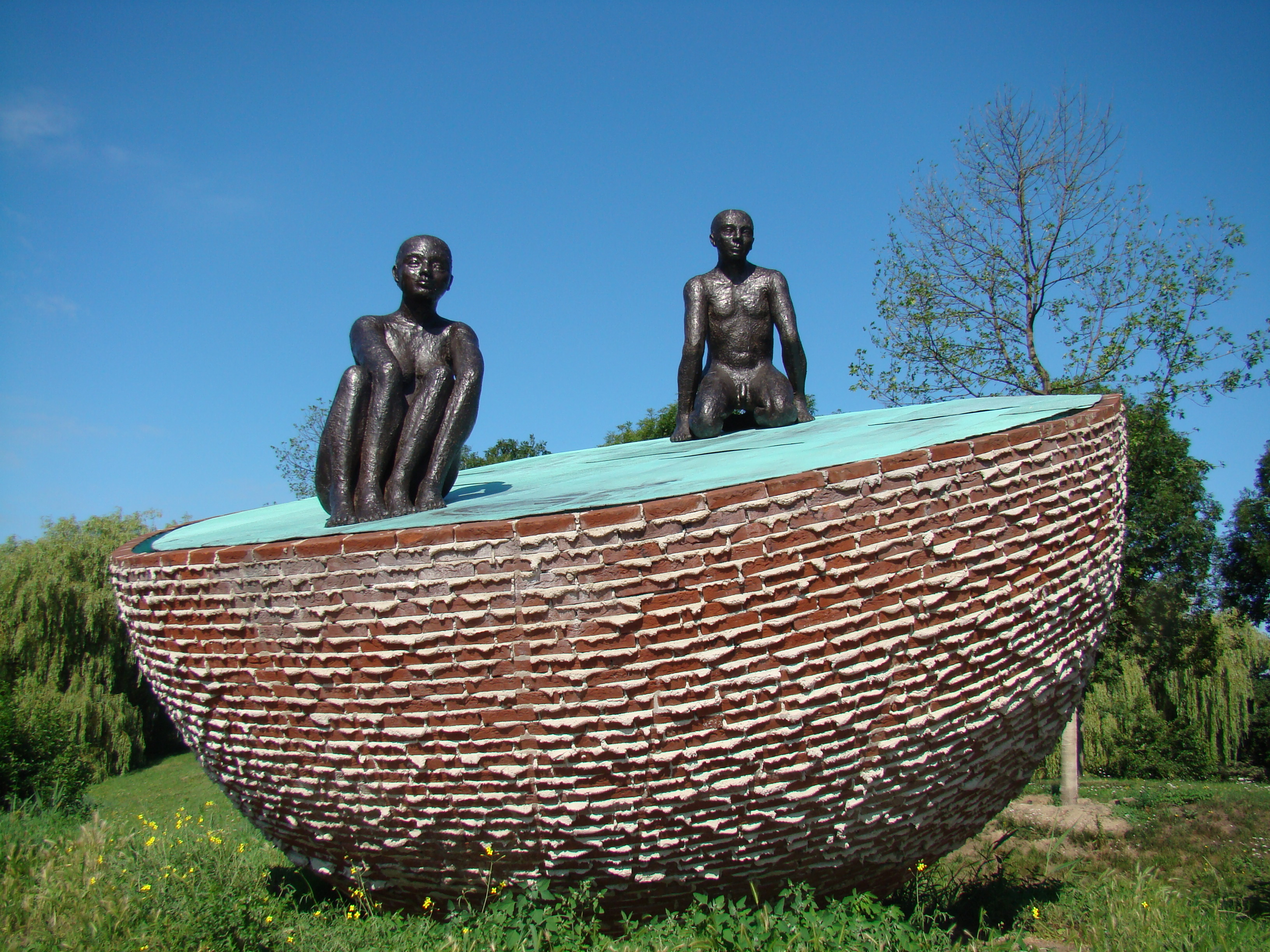
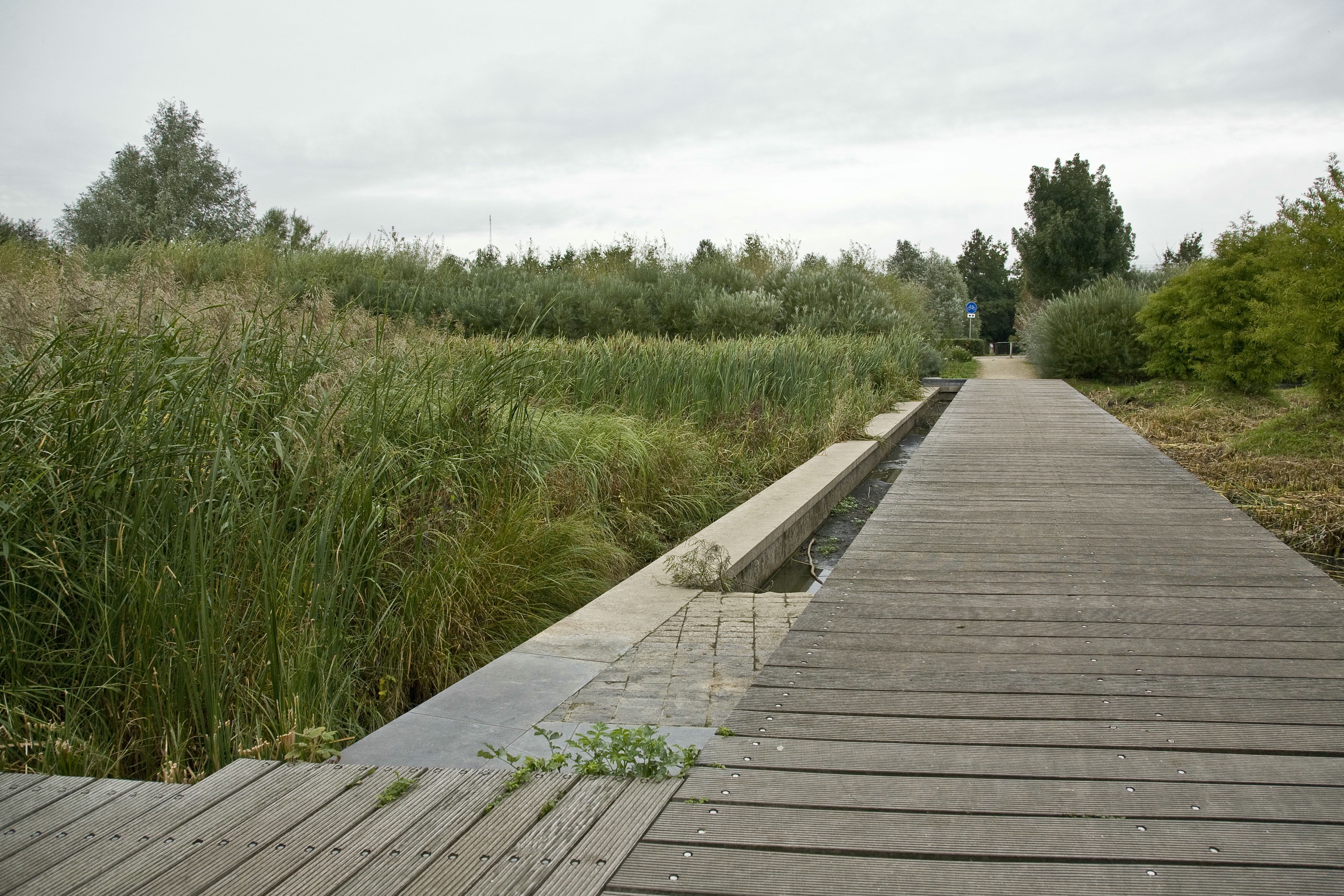
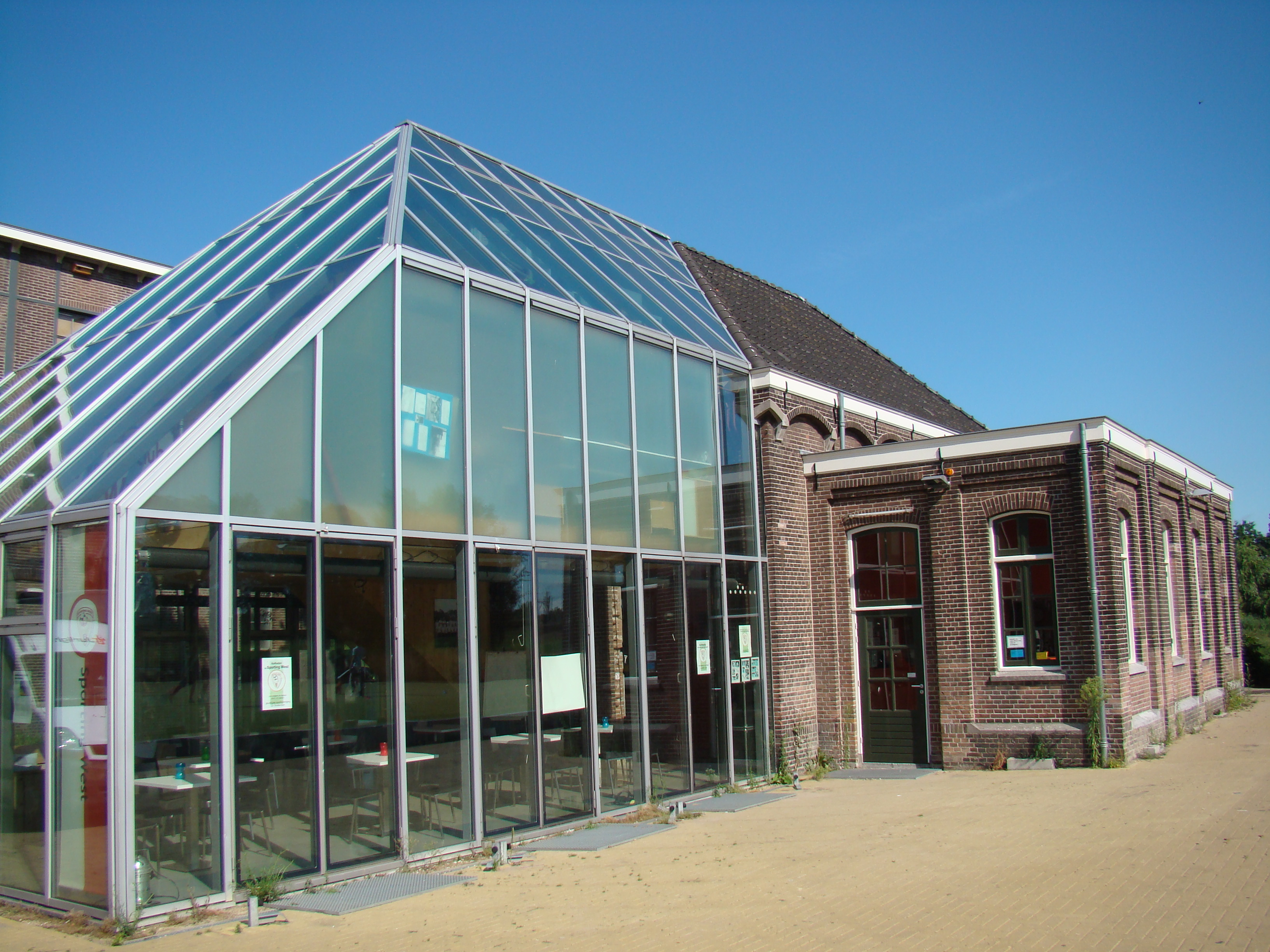
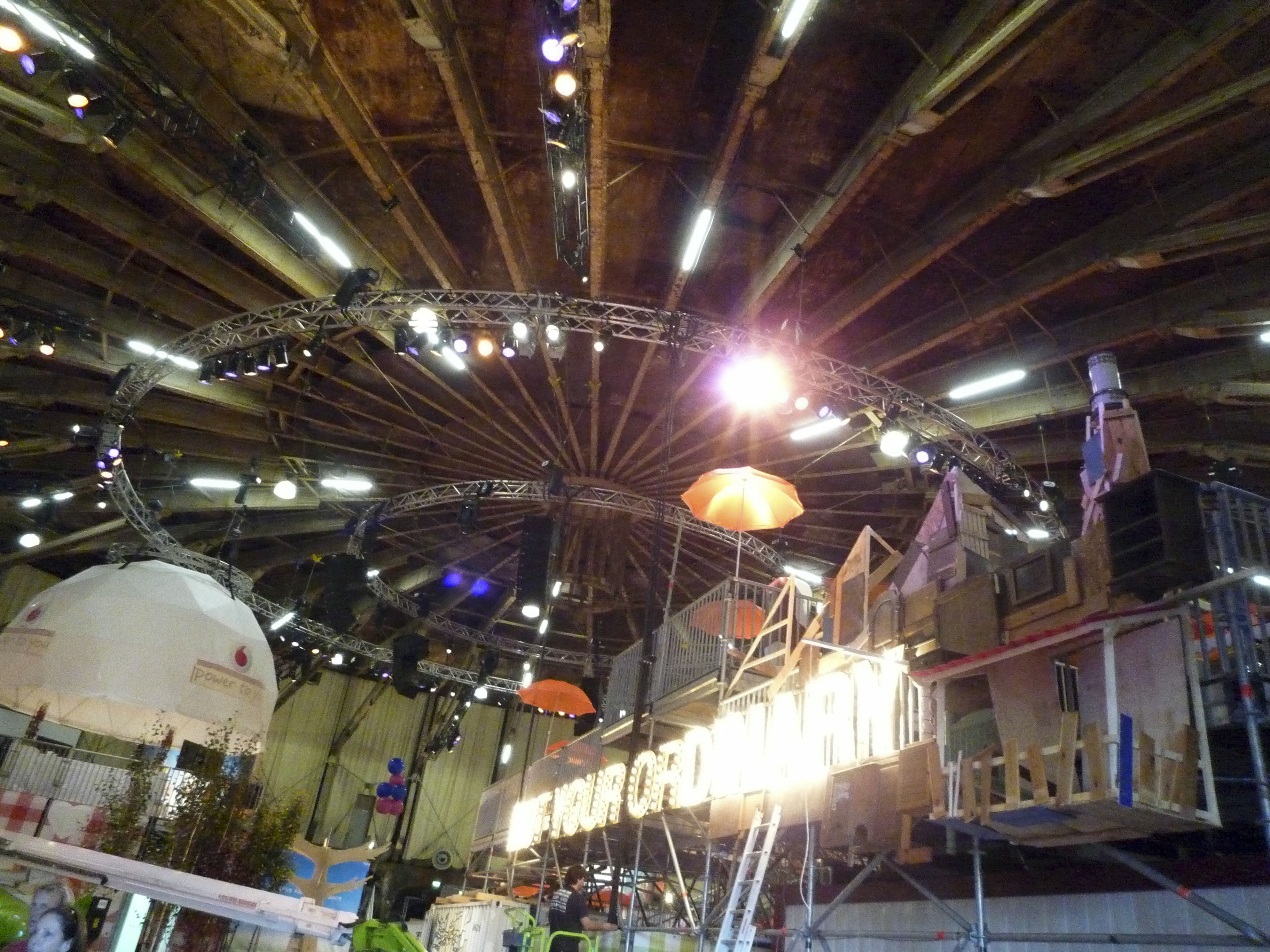
Interiér plynojemu